# Tayeb Saleh

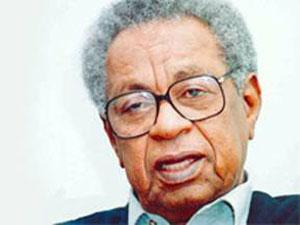
Tayeb Saleh

Tayeb Saleh of Tajib Salih (Merowe (Soedan), 12 juli 1929 - Londen, 18 februari 2009) was een Soedanees schrijver.
Samen met Taha Hussein en Nagieb Mahfoez was hij een der grootste Arabische schrijvers. Hij kwam uit een bescheiden milieu van boeren en was van plan landbouwkunde te gaan studeren. Hij deed hogere studies aan de universiteit van Khartoem en studeerde nadien in Engeland. Na zijn studies gaf hij een tijdje les, maar ging nadien aan de slag bij de Arabische afdeling van de BBC in Londen. Van 1984 tot 1989 was hij vertegenwoordiger van de UNESCO in de Golfstaten met basis in Qatar.
Zijn werken werden in meer dan 30 talen vertaald. Meest bekend is "Mawssim alhijra ila ashamal" ("het seizoen de trek naar het Noorden"), dat beschouwd wordt als een meesterwerk van de hedendaagse Arabische literatuur. In 2002 werd het werk verkozen tot een der 100 beste boeken ooit. De keuze gebeurde door auteurs uit 54 landen.